# Mourjou
Mourjou korábbi község (település) Franciaországban, Cantal megyében. 2019. január 1-jén Calvinet községgel egyesült és delegált községként Puycapel új község része lett.
Lakosainak száma 316 fő (2018. január 1.). Mourjou Saint-Santin, Calvinet, Cassaniouze, Fournoulès, Leynhac, Saint-Antoine, Saint-Constant, Grand-Vabre és Saint-Constant-Fournoulès községekkel határos.

## Népesség
A település népességének változása:
| Lakosok száma | 609  | 543  | 503  | 354  | 325  | 312  | 324  | 328  | 321  | 316  |
|               | 1968 | 1975 | 1982 | 1999 | 2006 | 2011 | 2013 | 2016 | 2017 | 2018 |